# Obodas II
Obodas II was tussen 62  v.Chr. - 58  v.Chr. koning van de Nabateeërs.
Hij was waarschijnlijk de opvolger van Aretas III. Van Obodas II zijn alleen een aantal munten van zijn regeringsjaren 1, 2 en 3 gevonden.
In 58 v.Chr. volgde Malichus I hem op.